# Павсикакий Синадский
Павсика́кий Синадский (526 — 606) — христианский святой, монах и аскет, епископ синадской церкви в Сирии.
Имя святого происходит от греческих слов παύω «прекращать, приостанавливать» и κακία «порок, зло, несчастье», то есть дословно означает «прекращающий зло».

## Жизнеописание
Родиной святого Павсикакия, епископа Синадского, был город Апамея, что находился в юго-западной Сирии на реке Оронт. Этот город был в древности главным городом сирийской области Апам и получил своё название от имени жены Селевка I, правителя Сирии.
Родился Павсикакий в семье знатных, благородных и усердных в христианском благочестии родителей. С детства наставленный в христианской вере благочестивыми родителями, он с юных лет стал вести аскетическую жизнь, подвизаясь в молитвах, бдениях и суровом посте. В возрасте около 25 лет Павсикакий принял монашество. Ему был дан Господом дар врачевания болезней душевных и телесных.
Шли годы, и слухи о том, что монах Павсикакий изгоняет бесов из бесноватых, возвращает зрение слепым, выпрямляет скрюченных и осуществляет другие чудеса, пришли наконец к Константинопольскому Патриарху Кириаку (595—606). Патриарх вызвал монаха в Константинополь и рукоположил его в епископы, назначив Павсикакия епископом в городе Синаде, что на севере Фригии (ныне развалины близ Ескипара — Гассаф).
Святой Павсикакий, став епископом, немедленно начал изгонять из своей паствы еретиков и вольнодумцев, а также тех людей, которые, по его мнению, вели аморальный образ жизни и были настойчивы в своей распущенности, способствуя им таким образом в деле христианского спасения. Прославившись на всю Фригию такими ревностными заботами о своей пастве, святой совершает путешествие в Константинополь. Там он, по сообщению жития, исцелил императора Маврикия от недуга, которым тот был одержим. За исцеление император прислал Павсикакию в епархию вознаграждение — около 70 золотников золота.
Когда преподобный возвращался из Константинополя в Синаду, то, находясь в городе Солони, он молитвой к Господу вывел из земли источник воды, которым он и его спутники утолили жажду.
Святой Павсикакий умер своей смертью в 606 году. Место его захоронения или пребывания его мощей неизвестно.
Память святого Павсикакия отмечается 26 мая (по старому стилю — 13 мая).